# Sminthurides hyogramme
Sminthurides hyogramme är en urinsektsart som beskrevs av Pedigo 1966. Sminthurides hyogramme ingår i släktet Sminthurides och familjen Sminthurididae. Inga underarter finns listade i Catalogue of Life.